# David Baszucki
David Baszucki (Canadà, 20 de gener de 1963) és un empresari, enginyer en programació i inventor estatunidenc. És el cofundador i CEO de la plataforma Roblox. Anteriorment, és va exercir com CEO de Knowledge Revolution, que va ser adquirida per MSC Programari al desembre de 1998.
Va ser nomenat a un dels 100 empresaris més fascinants als anys 2017, 2018 i 2019 per Goldman Sachs.
Va estudiar enginyeria elèctrica a la Universitat Stanford en Pal Alt, Califòrnia, Estats Units.
Abans de fundar Roblox, va fundar en l'empresa Knowledge Revolution, ja desapareguda. En Knowledge Revolution, David va ajudar a crear un simulador de física anomenat "Interactive Physics", venent milions de còpies i del qual Roblox va ser inspirat.
El programari de Interactive Physics incorpora parts, articulacions de cordes i ressorts.
Posteriorment que Knowledge Revolution fos comprat per l'empresa MSC Programari, Bazucki es va convertir en el vicepresident i gerent general de MSC Programari, i des de allà, va dirigir la divisió de simulació d'escriptori.